# 文の里出入口
文の里出入口（ふみのさとでいりぐち）は、大阪府大阪市阿倍野区の阪神高速道路14号松原線の出入口。松原方面からのみ接続するハーフICである。天王寺・あべの地区への最寄り出入口の一つである。
但し、14号松原線全線開通された当時の1980年3月1日、当出入口は未供用だった。6年1か月後の1986年3月31日に当出口が、それから1年1か月後の1987年5月11日に当入口が、それぞれ開通された。
2025年（令和7年）6月17日より入口料金所がETC専用になっている。

## 料金所

### 文の里料金所
- ブース数：2
  - ETC専用：1
  - サポート：1

## 周辺
- 谷町線文の里駅
- 御堂筋線昭和町駅
- 桃ヶ池公園
- 天王寺
- あべのハルカス
- JR西日本阪和線・大阪環状線・関西本線天王寺駅
- 大阪市天王寺動物園

## 隣
阪神高速14号松原線
(14-01)天王寺出口 - (14-02)阿倍野入口 - (14-03)文の里出入口 - (14-04)駒川出入口 - (14-05)平野出入口